# ورزش دانشگاهی

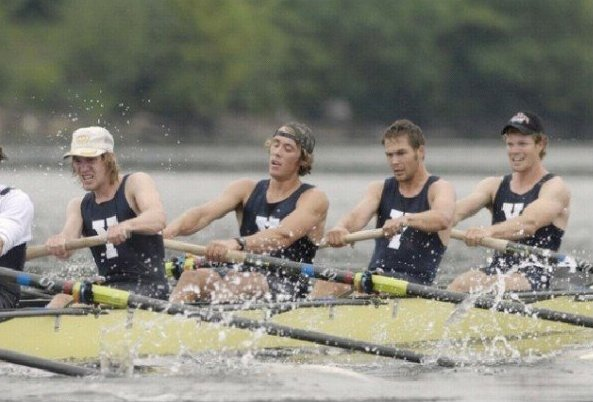
دانشجویان ورزشکار در مسابقات دانشگاه‌های هاروارد و ییل، سال ۲۰۰۷

ورزش دانشگاهی به فعالیت و رقابت‌های غیرحرفه‌ای ورزشی در سطح دانشگاه گفته می‌شود. مسابقات جهانی ورزش دانشگاهی موسوم به یونیورسیاد زیر نظر فدراسیون بین‌المللی ورزش‌های دانشگاهی صورت می‌گیرد.

## بازی‌های دانشگاه جهانی
اولین بازی‌های دانشگاه جهانی در سال ۱۹۲۳ برگزار شد. در ابتدا «اتحادیه ملی دانشجویان فرانسه» نامیده می‌شد. در سال ۱۹۵۷، پس از چندین تغییر نام قبلی، آن‌ها در انگلیسی به بازی‌های دانشگاه جهانی معروف شدند.